# Up (canción de Inna)
«Up» (estilizado en mayúsculas) es una canción de la cantante rumana Inna. Se estrenó como sencillo en formato digital y streaming a través de Warner Music y Global Records el 22 de octubre de 2021, y más tarde se publicó una versión alternativa en colaboración con el rapero jamaicano Sean Paul el 17 de diciembre del mismo año. «Up» fue escrita por la intérprete junto con Minelli, Sebastian Barac, Marcel Botezan y Alex Cotoi, mientras que los tres últimos se encargaron de la producción; Paul también estuvo involucrado en la composición y producción del tema en su versión alternativa. «Up» es una pista pop con influencias de dancehall, que describe el «amor curativo».
Desde el punto de vista comercial, «Up» obtuvo un desempeño favorable en Rumania, al convertirse en el quinto sencillo número uno de Inna en el país. También encabezó las listas en Bielorrusia, Bulgaria, la Comunidad de Estados Independientes, Rusia, Ucrania y Polonia; en esta última, recibió un disco de oro tras vender 50,000 unidades en el país. Inna estrenó un videoclip para la versión alternativa con Sean Paul en su canal oficial en YouTube el 17 de diciembre de 2021. Filmado por Bogdan Păun, el metraje muestra a la artista en una fiesta junto a Paul, quien aparece entre tomas intercaladas. Para una mayor promoción, la cantante interpretó «Up» en directo en el programa de telerrealidad rumano, SuperStar România.

## Antecedentes y estreno
«Up» fue escrita por Inna junto con Minelli, Sebastian Barac, Marcel Botezan y Alex Cotoi, mientras que los tres últimos se encargaron de la producción. Se estrenó como sencillo en formato digital y streaming el 22 de octubre de 2021 a través de Warner Music y en Rumania por Global Records. Más tarde, ambas discográficas lanzaron una versión alternativa en colaboración con el rapero jamaicano Sean Paul el 17 de diciembre de 2021; en esta versión, Paul aparece acreditado como artista principal junto con Inna y estuvo involucrado en la composición y producción. También se publicaron varias remezclas de la versión original, incluida una con Romanian House Mafia, que incluye ritmos «pesados» de house; fue la segunda colaboración entre Inna y el grupo después del sencillo «Paris to London» (2021).

## Composición
«Up» es una pista pop con influencias de dancehall, en la que Inna canta acerca de «superar el dolor y la decepción del pasado [y] abrir su corazón nuevamente», según Anna-Kaye Kerr del sitio web Urban Islandz, así como de «un amor que [la] levanta cuando todo en la vida parece ir en la dirección opuesta», según Maria-Alexandru Mortu del periódico Adevărul. El estribillo, que contiene el título de la canción repetido varias veces, convirtió a «Up» en una moderada sensación viral en la plataforma de redes sociales TikTok. En la versión alternativa del tema, Paul se encuentra «optimista sobre su oportunidad para el romance», según Kerr.

## Recepción
Mortu describió a «Up» como una de las canciones más pegadizas en el catálogo de Inna, y añadió que «es un himno de diversión y buen humor [...] entrega instantáneamente un estado de energía y optimismo debido a su sonido fresco». Kerr etiquetó la participación de Paul como «suave». La popularidad de «Up» se incrementó al ingresar en la aplicación móvil Shazam en varios países tras su lanzamiento, y alcanzó el puesto número 51 en la última edición de la lista Airplay 100 en la semana del 28 de noviembre de 2021. Eventualmente, la canción encabezó la lista de éxitos del país, publicada por la Industria Fonográfica Rumana (UPFR) el 28 de diciembre de 2021; fue el quinto sencillo número uno de la cantante en Rumania después de «Hot» (2008), «Amazing» (2009), «Diggy Down» (2015) y «Bebe» (2020). «Up» también alcanzó el primer lugar en las listas de Bielorrusia, Bulgaria, la Comunidad de Estados Independientes, Polonia, Rusia y Ucrania. En febrero de 2022, Billboard publicó una lista oficial para los éxitos en Rumania, donde la versión de «Up» con Paul alcanzó el número 15. La canción recibió un disco de oro en Polonia, otorgado por la Sociedad Polaca de la Industria Fonográfica (ZPAV), tras vender 50,000 unidades en el país.

## Videos musicales y promoción
Inna publicó un videoclip con la letra de «Up» en su canal oficial en YouTube el 29 de octubre de 2021, filmado por Bogdan Păun de NGM Creative. Alexandru Mureşan se desempeñó como el director de fotografía, mientras que Anca Buldur se encargó del maquillaje, Adonis Enache de los estilos de peinado y RDStyling de los vestuarios. Mortu elogió el estilo de Inna y su aparición similar a la portada oficial del sencillo. Más tarde, la artista contrató al mismo personal para el rodaje del videoclip correspondiente a la versión alternativa de «Up» con Sean Paul, subido al canal de Inna el 17 de diciembre de 2021. El video obtuvo 1.2 millones de visualizaciones en menos de un día.
El video empieza con Inna dentro de una habitación repleta de gente, vestida con un traje negro y una blusa transparente. Según Kerr, la artista «se pone a toda marcha cuando todos se levantan y comienzan a festejar, incluso bailando en la parte superior de la barra [...] mostrando movimientos de baile excéntricos». Más adelante, se muestra a Paul frente a un escenario de neón, en un ambiente completamente oscuro. Algunas tomas muestran a Inna sentada en una silla mirando a lo lejos junto con otras mujeres detrás de ella, y en otras luce un traje rojo con hombreras de gran tamaño y anteojos rojos, mientras aparecen en pantalla las frases «Que nadie te limite me decía» y «Más de este amor ya no puede, puede ser», que pertenecen a la letra de sus temas «Sí, mamá» (2019) y «Ra» (2018), respectivamente. Para una mayor promoción, Inna interpretó «Up» junto con el sencillo promocional «De dragul tău» (2021) durante la final de la primera temporada del programa de telerrealidad rumano SuperStar România el 17 de diciembre de 2021.

## Formatos
| Versiones oficiales |                                      |          |  |
| N.º                 | Título                               | Duración |  |
| 1.                  | «Up»                                 | 2:30     |  |
| 2.                  | «Up» (con Sean Paul)                 | 2:28     |  |
| 3.                  | «Up» (Casian Remix)                  | 2:07     |  |
| 4.                  | «Up» (Romanian House Mafia Remix)    | 2:00     |  |
| 5.                  | «Up» (Mert Hakan & Onur Betin Remix) | 2:34     |  |
| 6.                  | «Up» (Robert Cristian Remix)         | 2:12     |  |

## Posicionamiento en listas
| Original      | Alemania                            | Official German Charts | 33  |
| Original      | Bielorrusia                         | Unistar Radio Top 20   | 1   |
| Original      | Bulgaria                            | PROPHON                | 1   |
| Original      | Comunidad de Estados Independientes | Tophit                 | 1   |
| con Sean Paul | Comunidad de Estados Independientes | Tophit                 | 66  |
| con Sean Paul | Croacia                             | HRT                    | 12  |
| con Sean Paul | Francia                             | SNEP                   | 160 |
| Original      | Hungría                             | Dance Top 40           | 15  |
| Original      | Hungría                             | Single Top 40          | 2   |
| Original      | Macedonia del Norte                 | Radiomonitor           | 10  |
| Original      | Polonia                             | Polish Airplay Top 100 | 1   |
| con Sean Paul | Polonia                             | TV Airplay             | 3   |
| con Sean Paul | Rumania                             | Billboard              | 15  |
| Original      | Rumania                             | UPFR                   | 1   |
| Original      | Rumania                             | Radio Airplay          | 1   |
| Original      | Rumania                             | TV Airplay             | 1   |
| Original      | Rusia                               | Tophit                 | 1   |
| Original      | Turquía                             | Radiomonitor           | 2   |
| Original      | Ucrania                             | Tophit                 | 1   |

| Original | Rusia   | Tophit | 1 |
| Original | Ucrania | Tophit | 3 |

| Original | Rumania | Media Forest | 50 |

## Certificaciones
| País | Certificación | Ventas |
| --- | ------------- | ------ |
| Polonia (ZPAV) | Platino       | 50,000 |
| *cifras de ventas basadas únicamente en la certificación xcifras no especificadas basadas únicamente en la certificación |               |        |

## Historial de lanzamiento
| Versión       | País    | Fecha                   | Formato(s)                 | Discográfica | Ref.   |
| ------------- | ------- | ----------------------- | -------------------------- | ------------ | ------ |
| Original      | Mundo   | 22 de octubre de 2021   | Descarga digital streaming | Warner       | [ 2 ]  |
| Original      | Rumania | 22 de octubre de 2021   | Descarga digital streaming | Global       | [ 3 ]  |
| con Sean Paul | Mundo   | 17 de diciembre de 2021 | Descarga digital streaming | Warner       | [ 4 ]  |
| con Sean Paul | Rumania | 17 de diciembre de 2021 | Descarga digital streaming | Global       | [ 46 ] |